# Jerome Kersey
Jerome Kersey (Clarksville, Virginia, 26 de junio de 1962 – Tualatin, Oregón, 18 de febrero de 2015) fue un baloncestista estadounidense que disputó 17 temporadas en la NBA durante las décadas de 1980 y 1990. Con sus 2,04 metros de altura, jugaba en la posición de alero.

## Carrera

### Universidad
Kersey pasó sus años universitarios en el desconocido Longwood College, que militaba en la División II de la NCAA. Allí consiguió casi todos los récords posibles de su equipo, anotando más del 50% de los puntos del mismo. En sus cuatro años promedió 17 puntos y 11,4 rebotes por partido.

### NBA
A pesar de sus excelentes cifras, el hecho de provenir de una universidad de segunda fila lo situó en el puesto 22 de la segunda ronda del Draft de la NBA de 1984, siendo elegido por Portland Trail Blazers. Durante sus tres primeras temporadas se tuvo que conformar con jugar pocos minutos saliendo desde el banquillo, pero poco a poco su juego fue convenciendo a su entrenador. Su explosión llegaría en la temporada 1987-88, cuando consiguió las mejores cifras de su carrera, con 19,2 puntos y 8,3 rebotes por partido. Fue parte del núcleo del equipo, junto a Clyde Drexler, Kevin Duckworth y Terry Porter, que llegaron a las finales de la NBA en 1990 y 1992.
Sin embargo, con la llegada de Clifford Robinson al equipo, su aportación fue disminuyendo, y su equipo no lo protegió en el Draft de expansión de 1994, celebrado por la incorporación a la liga de los Vancouver Grizzlies y los Toronto Raptors, siendo elegido por este último, el cual directamente lo vendió a los Golden State Warriors. A partir de ese momento comenzó una peregrinación por diversos equipos de la liga, pasando por los Lakers, Seattle Supersonics, San Antonio Spurs, con los que ganó el anillo de campeón de la NBA en 1999 y, finalmente, Milwaukee Bucks, donde se retiró con 38 años en el 2001. Sus estadísticas totales en la liga fueron de 10,3 puntos y 5,5 rebotes por partido.
En el All-Star Weekend de 1987 quedó segundo en el concurso de mates por detrás de Michael Jordan.

### Muerte
Kersey falleció de una embolia pulmonar causada por un coágulo sanguíneo en su casa de Tualatin, Oregón, el 18 de febrero de 2015, a la edad de 52 años.

## Estadísticas de su carrera en la NBA
|  | Campeón de la NBA |

### Temporada regular
| Año     | Equipo       | PJ    | PT  | MPP  | %TC  | %3P  | %TL  | RPP | APP | ROB | TPP | PPP  |
| ------- | ------------ | ----- | --- | ---- | ---- | ---- | ---- | --- | --- | --- | --- | ---- |
| 1984-85 | Portland     | 77    | 0   | 12.4 | .478 | .000 | .646 | 2.7 | .8  | .6  | .4  | 6.1  |
| 1985-86 | Portland     | 79    | 2   | 15.4 | .549 | .000 | .681 | 3.7 | 1.1 | 1.1 | .4  | 8.5  |
| 1986-87 | Portland     | 82    | 8   | 25.5 | .509 | .043 | .720 | 6.0 | 2.4 | 1.5 | .9  | 12.3 |
| 1987-88 | Portland     | 79    | 75  | 36.6 | .499 | .200 | .735 | 8.3 | 3.1 | 1.6 | .8  | 19.2 |
| 1988-89 | Portland     | 76    | 76  | 35.7 | .469 | .286 | .694 | 8.3 | 3.2 | 1.8 | 1.1 | 17.5 |
| 1989-90 | Portland     | 82    | 82  | 34.7 | .478 | .150 | .690 | 8.4 | 2.3 | 1.5 | .8  | 16.0 |
| 1990-91 | Portland     | 73    | 72  | 32.3 | .478 | .308 | .709 | 6.6 | 3.1 | 1.4 | 1.0 | 14.8 |
| 1991-92 | Portland     | 77    | 76  | 33.2 | .467 | .125 | .664 | 8.2 | 3.2 | 1.5 | .9  | 12.6 |
| 1992-93 | Portland     | 65    | 50  | 26.4 | .438 | .286 | .634 | 6.2 | 1.9 | 1.2 | .6  | 10.6 |
| 1993-94 | Portland     | 78    | 6   | 16.4 | .433 | .125 | .748 | 4.2 | 1.0 | .9  | .6  | 6.5  |
| 1994-95 | Portland     | 63    | 0   | 18.1 | .415 | .259 | .766 | 4.1 | 1.3 | .8  | .6  | 8.1  |
| 1995-96 | Golden State | 76    | 58  | 21.3 | .410 | .176 | .660 | 4.8 | 1.5 | 1.2 | .6  | 6.7  |
| 1996-97 | L. A. Lakers | 70    | 44  | 25.2 | .432 | .262 | .602 | 5.2 | 1.3 | 1.7 | .7  | 6.8  |
| 1997-98 | Seattle      | 37    | 2   | 19.4 | .416 | .100 | .600 | 3.6 | 1.2 | 1.4 | .4  | 6.3  |
| 1998-99 | San Antonio  | 45    | 0   | 15.5 | .340 | .214 | .429 | 2.9 | .9  | .8  | .3  | 3.2  |
| 1999-00 | San Antonio  | 72    | 18  | 18.2 | .412 | .000 | .707 | 3.1 | 1.0 | .9  | .7  | 4.5  |
| 2000-01 | Milwaukee    | 22    | 2   | 11.0 | .464 | .000 | .500 | 2.0 | .7  | .6  | .4  | 3.3  |
| Total   | Total        | 1,153 | 571 | 24.4 | .465 | .201 | .690 | 5.5 | 1.9 | 1.2 | .7  | 10.3 |

### Playoffs
| Año   | Equipo       | PJ  | PT | MPP  | %TC  | %3P   | %TL   | RPP | APP | ROB | TPP | PPP  |
| ----- | ------------ | --- | -- | ---- | ---- | ----- | ----- | --- | --- | --- | --- | ---- |
| 1985  | Portland     | 8   | 0  | 7.5  | .516 | –     | .750  | 1.1 | .8  | .9  | .3  | 4.8  |
| 1986  | Portland     | 4   | 0  | 14.0 | .409 | .000  | 1.000 | 3.8 | 1.0 | .3  | 1.0 | 5.5  |
| 1987  | Portland     | 4   | 0  | 15.0 | .400 | –     | 1.000 | 4.8 | .8  | 1.3 | .3  | 6.0  |
| 1988  | Portland     | 4   | 4  | 31.8 | .492 | .000  | .714  | 7.5 | 2.3 | 1.8 | 1.0 | 19.8 |
| 1989  | Portland     | 3   | 3  | 39.0 | .489 | .000  | .789  | 8.0 | 2.3 | 3.3 | .3  | 20.3 |
| 1990  | Portland     | 21  | 21 | 39.6 | .460 | .000  | .715  | 8.3 | 2.1 | 1.6 | 1.0 | 20.7 |
| 1991  | Portland     | 16  | 16 | 36.8 | .465 | –     | .752  | 6.9 | 3.1 | 1.8 | .4  | 17.9 |
| 1992  | Portland     | 21  | 21 | 36.0 | .510 | .000  | .693  | 7.7 | 3.6 | 2.0 | .9  | 16.2 |
| 1993  | Portland     | 4   | 1  | 24.5 | .524 | 1.000 | .706  | 8.5 | 1.0 | 1.0 | .5  | 14.3 |
| 1994  | Portland     | 3   | 0  | 12.7 | .313 | –     | .200  | 3.0 | .0  | .3  | .3  | 3.7  |
| 1995  | Portland     | 3   | 0  | 21.0 | .571 | .000  | .667  | 2.7 | 1.0 | 1.0 | .3  | 12.7 |
| 1997  | L. A. Lakers | 9   | 0  | 23.3 | .486 | .000  | .789  | 5.3 | 1.6 | 1.0 | .7  | 5.4  |
| 1998  | Seattle      | 10  | 5  | 21.3 | .431 | .000  | .842  | 4.0 | .9  | 1.0 | 1.0 | 7.8  |
| 1999  | San Antonio  | 14  | 0  | 10.9 | .349 | .250  | .714  | 2.1 | .3  | .4  | .1  | 2.6  |
| 2000  | San Antonio  | 2   | 1  | 12.5 | .143 | –     |       | 2.0 | .5  | 1.0 | .5  | 1.0  |
| Total | Total        | 126 | 72 | 26.9 | .469 | .095  | .727  | 5.7 | 1.8 | 1.3 | .6  | 12.4 |

## Logros personales
- Campeón de la NBA en 1999 con los San Antonio Spurs.
- 2.º en el concurso de mates del All-Star Weekend de 1987.